# 賀島政綽
賀島 政綽（かしま まさひろ、文化14年8月8日（1817年9月18日） - 明治15年（1882年）5月25日）は、徳島藩家老賀島家12代当主。
父は徳島藩家老賀島政延。幼名は磯之丞。通称は備前。

## 生涯
文化14年（1817年）、賀島政延の子として生まれる。嘉永6年（1853年）、ペリーが浦賀に来航した際に、江戸湾を警備する。慶応2年（1866年）、父の死去により家督相続する。同年長州征伐に出陣する。明治2年（1869年）の版籍奉還で知行1万石を召し上げられ、1000石を給される。明治3年（1870年）、隠居して家督を弟の政載に譲る。明治15年（1882年）5月25日死去。享年65。